# Anna Menon
Anna Menon (Houston, 24 de dezembro de 1985) é uma astronauta comercial da missão Polaris Dawn.

## Educação
Menon recebeu um bacharelato em matemática e uma formação em Espanhol na Universidade Cristã do Texas e um mestrado em ciências em engenharia biomédica na Universidade Duke.

## Carreira

### NASA

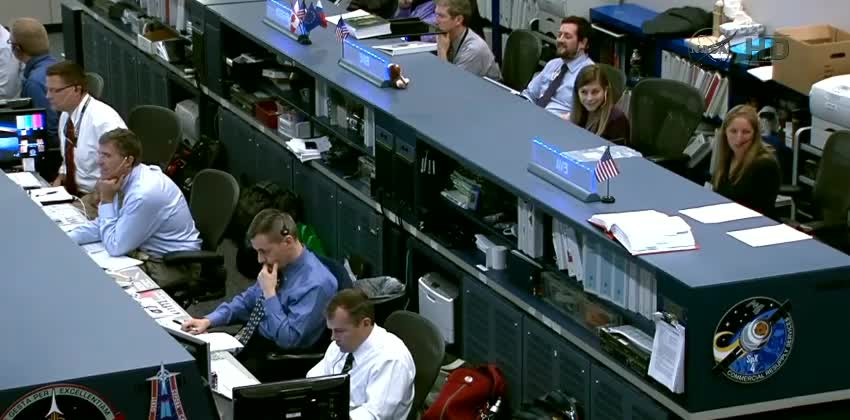
Anna Menon no Centro de Controle da NASA apoiando a AEV 27

Menon foi uma controladora de voo biomédica para a Estação Espacial Internacional, apoiando as tripulações a partir do Centro Espacial Johnson e liderando as operações biomédicas da Expedição 41, incluindo as AEVs 27 e 28, realizadas por astronautas estadunidenses.

### SpaceX
Menon é uma Diretora de Missão da SpaceX, onde trabalha no desenvolvimento dos voos tripulados no quartel general em Hawthorne, Califórnia. Ela gerencia a fabricação da Dragon e trabalha como Operadora de Comunicações com a Trupulação.
Menon foi selecionada pelo bilionário Jared Isaacman como especialista de missão e médica chefe da missão Polaris Dawn. A missão foi lançada no dia 10 de setembro de 2024.

## Vida pessoal
Menon é casada com Anil Menon, tenente-coronel da Força Aérea dos Estados Unidos, candidato a astronauta da NASA e ex Diretor Médico da SpaceX. Eles têm dois filhos. Ela apareceu no episódio final da docusérie Countdown: Inspiration4 Mission to Space, lançada pela Netflix em 2021.